# Monte Santo do Tocantins
Monte Santo do Tocantins is een gemeente in de Braziliaanse deelstaat Tocantins. De gemeente telt 1.914 inwoners (schatting 2009).